# Neoptychodes cosmeticus
Neoptychodes cosmeticus là một loài bọ cánh cứng trong họ Cerambycidae.